# Jesús Ildefonso Díaz
Jesús Ildefonso Díaz (Toledo, 11 de diciembre de 1950) es un matemático español. Es profesor en la Universidad Complutense de Madrid (UCM) (1982) y miembro de la Real Academia de Ciencias Exactas, Físicas y Naturales (1997). Además es Doctor "Honoris Causa" por la Universidad de Pau y Pays de l'Adour (1996).

## Biografía
Nacido en 1950 en Toledo, Díaz se graduó en 1973 en Ciencias Matemáticas por la UCM donde obtuvo su doctorado en 1976.
Ha trabajado intensamente en muchas áreas de Matemáticas aplicadas, como aspectos teóricos y aplicados de Ecuación diferencial parcial no lineal s, en Mecánica de fluidos modelos (incluyendo Física de plasma), Modelos Geofísicos (Climatología, Glaciología, Capas viscoelásticas de gravedad, ..), Modelos de reacción-difusión,  Elasticidad y Modelos de homogeneización, Modelos de teoría de control , entre varios otros (Semiconductores, Ginzburg-Landau y Ecuaciones de Schrödinger no lineales). También ha trabajado en herramientas de análisis no lineales, más cercanas a Matemáticas puras, como operadores acumulativos, reordenamiento, estimaciones de gradiente, etc. Otras actividades diferentes incluyen contribuciones en Historia de la ciencia, Divulgación y Gestión científica.
En cuanto a la investigación (a diciembre de 2014), tiene más de 200 artículos en revistas de investigación, 140 contribuciones publicadas en Actas de reuniones, 7 libros y memorias, 8 capítulos en libros y ha sido uno de los editores en 20 libros. En divulgación científica, tiene 37 artículos, 2 memorias, 2 contribuciones a Actas publicadas y 20 capítulos en libros. En su lista de publicaciones cuenta con más de 175 colaboradores. Recibió la influencia de muchos maestros y colegas: Alberto Dou, Haïm Brezis, sus asesores de tesis doctorales, Philippe Benilan y Jacques Louis Lions, entre ellos.
Desde 1979, ha sido asesor de 20 tesis de doctorado (todas ellas en Univ. Complutense de Madrid) con 77 descendientes.
En la mejora de su vecindario más cercano, creó en los años ochenta el Departamento de Matemáticas Aplicadas, cuando la tendencia principal en España en ese momento era Matemáticas Puras, en la Facultad de Matemáticas de la UCM. Lo dirigió durante varios años, en los que creció mucho, con seminarios regulares, disertaciones de doctorado, visitantes, viajes, etc.
En el siguiente nivel, el de la universidad, creó (junto con algunos colegas) y formó parte del comité editorial, la Revista Matemática de la UCM, y ha organizado hasta seis cursos de verano de la UCM, dos de ellos con Jacques Louis Lions, sobre matemáticas, clima y medio ambiente, otro sobre medio ambiente y economía. Otro relacionado con las matemáticas y la arquitectura. Tres más fueron sobre temas diferentes sobre matemáticas interdisciplinares, más recientemente, en el marco del IMI (Instituto Interdisciplinario de Matemáticas) , también fundado por el Prof. Díaz, en 2006 , en la UCM.

## Congresos y actividades
Tuvo la idea de organizar un Congreso sobre ecuaciones diferenciales y aplicaciones en España en 1979. Los profesores Díaz, Casal, Hernández y Lobo fueron los organizadores. Pasó a ser el primero de una serie de ellos en España, de creciente interés y relevancia, todavía en curso. El día 22 de ellos tuvo lugar el pasado septiembre de 2014, en Castellón.
Revitalizó e incluso comenzó algunos de los movimientos asociativos en matemáticas en España. Junto con Antonio Valle, creó la Sociedad Española de Matemática Aplicada (SEMA) en 1991, de la que fue el primer secretario y el segundo presidente. Colaboró activamente en la refundación de la Real Sociedad Española de Matemáticas (RSME), siendo miembro del reducido Comité Ejecutivo, en 1997 después de un largo período de inactividad.
Fue un miembro muy activo del Comité Español para el año 2000, Mathematics World Year. Con motivo de ello promovió actividades en muchos lugares. En particular, organizó uno muy importante en el Parlamento español, presidido por Jacques Louis Lions (la primera vez en la historia que una reunión científica se celebró allí).
Profundizó en la relación entre Matemáticas Aplicadas y la sociedad. Inició relaciones con instituciones como el CIEMAT (Centro Español de Investigación en Energía, Medio Ambiente y Tecnología), para estudios y programas de doctorado en Fusión Nuclear o el Instituto Nacional de Meteorología español. Fue nombrado para un importante comité ejecutivo en la Fundación Española de Ciencia y Tecnología, donde organizó un Taller sobre Matemáticas e Industria, entre otras actividades.

## Academias científicas y trabajos relacionados
En otro nivel, en 1997 fue elegido Académico Numerario (Académico) de la Real Academia de Ciencias de España (había sido miembro correspondiente desde 1990). Trabajó para modernizar y mejorar la academia con muchas actividades, como fundador y editor principal de la sección de matemáticas del "Diario de la Academia" (RACSAM, ahora en el índice de citas), y muchos Más acciones junto con los Profs. A. Liñán y M. de Guzmán.
Fue uno de los responsables de contar con los Profs. Jacques Louis Lions, Haïm Brezis, H. Amann, Avner Friedman y Jean-Pierre Bourguignon, como Académicos Extranjeros Correspondientes y al Prof. Juan Luis Vázquez Suárez como Académico Numerario.
Con las acciones cruciales de Brezis, se firmó un acuerdo en París, el 21 de junio de 2001, entre las academias de ciencia francesas y españolas, por primera vez en la historia de ambas academias. Un congreso conjunto de ellos, "Les Mathématiques et l'environnement", tuvo lugar en París, los días 23 y 24 de mayo de 2002, organizado por Brezis y Díaz.
También ha realizado otras actividades, como la investigación histórica de los hallazgos, cartas y documentos de científicos como Gauss y Faraday, relacionados con sus relaciones como Miembros Extranjeros de la Real Academia de Ciencias.
Después de mucho trabajo, logró que la Real Academia Española fuera incluida en su Diccionario Oficial de Español como la traducción correcta en español con la palabra en inglés modelado.[cita requerida]

## Relaciones internacionales
Los estrechos vínculos con Francia fueron una forma natural de ampliar sus actividades también en sus tareas de enseñanza. Fue nombrado (un mes) Professeur de première classe, en diferentes universidades francesas, como Toulouse, Nancy, Pau, Metz, Tours, Poitiers, París VI, Montpellier ... Organizó numerosos Congresos franco-españoles sobre diversos temas, Talleres franco-españoles sobre simulación numérica (JL Lions Talleres franco-españoles sobre simulación numérica, etc. Sus actas se convirtieron en varios prestigiosos libros de referencia.
También ha sido Miembro Honorario del Centro de Investigación de Matemáticas de la Universidad de Wisconsin-Madison, EE. UU., Y Profesore Visitatori del Consiglio Nacionale delle Ricerche, Italia, (Universities of Roma II and L'Aquila).
Amplió estas acciones a otros países. Promovió Acciones Integradas con Alemania (2002) y organizó otras actividades, como la reunión italiano-español sobre análisis no lineal y matemáticas aplicadas (con Boccardo, Tesei, DiBenedetto, Vázquez y Herrero, en 1989) y el Instituto de Estudios Avanzados de la OTAN sobre Las Matemáticas de Modelos para Climatología y Medio Ambiente en 1995.
Fue el primer responsable (junto con el Prof. J.F. Rodigues) de los Programas de problemas de fronteras libres de la European Science Foundation. Fue miembro del Comité Científico del III Congreso Europeo de Matemáticas (Barcelona, 2000).
Desde enero de 2009 hasta diciembre de 2013, fue Coordinador Europeo del Programa Europeo FIRST (Frentes e Interfaces en Ciencia y Tecnologías), con un presupuesto de 4 millones de euros, con actividades en once países y dos grandes industrias, en el Séptimo Programa Marco Europeo.

## Revistas científicas
Desde septiembre de 2003 hasta junio de 2014 fue el único español en el comité editorial de la Revista de la Sociedad Europea de Matemáticas. Pertenece a muchos más comités internacionales y juntas editoriales de prestigiosas revistas;
- Avances en Ciencias Matemáticas y Aplicaciones, desde enero de 1991.
- Revista de la Real Academia de Ciencias Exactas, Físicas y Naturales de Madrid desde mayo de 1996 [Fundador y primer Editor en Jefe de RACSAM (Serie A: Matemáticas) de 2001 a 2004]
- Revista Electrónica de Ecuaciones Diferenciales, desde enero de 2001.
- Ecuaciones diferenciales e integrales, desde octubre de 2001.
- Revista electrónica de ciencias matemáticas y físicas, desde enero de 2002.
- Revista de la European Mathematical Society, desde septiembre de 2003.
- Los Anales de la Universidad de Craiova - Matemáticas y Ciencias de la Computación desde junio de 2006
- Análisis no lineal: Aplicaciones en el mundo real, desde enero de 2010.
- Ecuaciones diferenciales y aplicaciones (DEA), desde enero de 2011.
- Análisis abstracto y aplicado, desde julio de 2012.

Antiguas responsabilidades:
- Revista Matemática de la Univ. Complutense, desde 1987 hasta 1995.
- Anales de la Facultad de Ciencias de Toulouse, desde 1991 hasta 2002.
- La Gaceta de la Real Sociedad Matemática Española, desde 1998 hasta 2002.
- Interfaces de revistas y límites libres: modelado, análisis y computación, de 1997 a 2003.
- Matemáticas Aplicadas, Santiago de Chile (Chile), desde 1987 hasta 2007.
- Publicacions Matematiques, desde 1987 hasta 2008.
- Análisis no lineal: Teoría y aplicaciones (Serie A: Teoría y métodos), desde mayo de 2002 hasta enero de 2010.

Algunas distinciones:
Para honrarlo, un grupo de colegas y amigos organizaron un Congreso Internacional. Su nombre era Modelos no lineales en ecuaciones diferenciales parciales: una conferencia con motivo del 60 cumpleaños de Jesús Ildefonso Díaz. Se llevó a cabo los días 14 y 17 de junio de 2011 en el Palacio de Lorenzana (UCLM), un hermoso edificio del siglo XVIII en Toledo, España (lugar de nacimiento de Ildefonso). Los miembros del comité científico fueron los profs. Haïm Brezis (Presidente), H. Ammann, S.N. Antontsev,  A. Friedman, R. Glowinski, A. Liñán, E. Sánchez-Palencia y  R. Temam. Todos ellos dieron una conferencia especial. Dos números especiales de la revista Ecuaciones diferenciales y aplicaciones dedicadas a este evento (Ecuaciones diferenciales y aplicaciones Vol. 3, Número 4, (2011) y Vol. 4 Número 1, (2012)). ISSN 1847-120X  1847-120X.